# Frank Jæger
Frank Jæger, född 19 juni 1926, död 4 juli 1977, var en dansk författare.

## Biografi
Jæger var utbildad bibliotekarie, men försörjde sig från 1950 som författare. Av sin samtid var Jæger mest känd för lyrik och radiopjäser, men han var verksam inom många genrer.
Han vann tidigt publikens öra med sin raffinerat naiva och idylliska poesi, Udvalgte digte gavs ut 1971. Mycket av charmen i dessa liksom i hans prosa ligger i det musikaliska språket, vilket är fallet inte minst i den underfundiga, muntra självbiografin Den unge Jægers lidanden (1953, svensk översättning 1955). 
Frank Jæger finns representerad i den officiellt sanktionerade danska kulturkanonen.